# Donnay

Donnay este o comună în departamentul Calvados, Franța. În 1 ianuarie 2022 avea o populație de 318 de locuitori.